# Communauté rurale de Kael
Pour les articles homonymes, voir Kael.
La commune de Kael est une commune du Sénégal située au centre du pays. 
Elle fait partie de l'arrondissement de Kael, du département de Mbacké et de la région de Diourbel.
Lors du dernier recensement, la CR, devenue Commune, comptait 13 724 personnes et 1 307 ménages.